# Großsteingrab auf dem Radberg
Het Großsteingrab auf dem Radberg of Ganggrab auf dem Radberg (ook wel Großsteingrab von Langen genoemd) is een neolithisch ganggraf met Sprockhoff-Nr. 873. Het megalitisch bouwwerk werd opgericht tussen 3500 en 2800 v.Chr. en wordt toegeschreven aan de trechterbekercultuur. 
Het hunebed ligt in een bos ten zuiden van Rentrup (Langen) ten noorden van de 57 meer hoge Radberg in de Samtgemeinde Lengerich in het Landkreis Emsland in Nedersaksen. Het is onderdeel van de Straße der Megalithkultur.

## Kenmerken
Het relatief goed behouden hunebed is van het type Emsländische Kammer. Het is oost-west georiënteerd en is 17 meter lang en de breedte is 1 meter tot 1,20 meter. Van de kamer zijn 27 draagstenen bewaard gebleven, waarvan veel nog in situ. Er waren 12 of 13 dekstenen, daarvan zijn nog 10 aanwezig. Van de dekstenen die nog overgebleven zijn, is één gebroken. De toegang van de kamer ligt in het midden van de zuidzijde. De resten van de dekheuvel zijn nog te herkennen. 
De kamer ligt in een onregelmatige ovalen krans die 30 meter lang is. Er is een uitstulping aan de zuidzijde van de krans. De breedte van de krans is 14 meter en er zijn nog 20 stenen bewaard gebleven. 
Het hunebed wordt al sinds 1826 beschermd.